# Supersypnoides hampsoni
Supersypnoides hampsoni là một loài bướm đêm trong họ Noctuidae.